# یوشیماسا هایاشی
یوشیماسا هایاشی (به ژاپنی: 林 芳正, Hayashi Yoshimasa)؛ زادهٔ ۱۹ ژانویهٔ ۱۹۶۱) سیاستمدار اهل ژاپن است که از دسامبر ۲۰۲۳ منشی/دبیر ارشد کابینه ژاپن است. هایاشی همچنین از ۲۰۲۱ نوامبر تا سپتامبر ۲۰۲۳ به عنوان وزارت امور خارجه ژاپن خدمت کرد. او عضو حزب لیبرال دموکرات (ژاپن) است، او همچنین از سال ۲۰۲۱ در مجلس نمایندگان (ژاپن) برای ناحیه سوم یاماگوچی خدمت می‌کند.